# (12747) Michageffert
(12747) Michageffert ist ein Asteroid des inneren Hauptgürtels, der am 18. Dezember 1992 von dem belgischen Astronomen Eric Walter Elst in Caussols, Frankreich entdeckt wurde.
Er ist nach dem deutschen Astronomen Michael Geffert (* 1953) benannt, der am Argelander-Institut für Astronomie der Rheinischen Friedrich-Wilhelms-Universität Bonn tätig ist.